# Léon Bakst
Lev Samóilovitx Bakst (rus: Лев Само́йлович Бакст, nom real Leib-Khaïm Izràilevitx Rózenberg, rus: Лейб-Ха́им Изра́илевич Ро́зенберг, conegut habitualment com a Léon Bakst) (Hrodna (Belarús), 10 de maig de 1866 – Rueil-Malmaison, 27 de desembre de 1924) fou un pintor i decorador rus. Bakst era un pseudònim agafat del cognom de la seva àvia Bakster (o Baxter).
Marcel Proust, en una carta a Reynaldo Hahn, datada el 4 de maig de 1911, va dir que l'admirava profundament i no coneixia res més bell que la Xahrazad de Rimski-Kórsakov que ell va decorar.

## Joventut
Bakst havia nascut a Hrodna dins una família jueva burgesa.
Va estudiar, de 1883 a 1886, a l'Acadèmia de Belles Arts de Sant Petersburg.
L'any 1891, viatjà a itàlia, Alemanya i França on es va relacionar amb Alexandre Benois i els seus amics. Va freqüentar el taller de Jean-Léon Gérôme i treballà a París amb Albert Edelfelt entre 1893 i 1896.
En aquella època l'Estat Rus li va encarregar un gran quadre que ell va fer a París: L'Arribada de l'almirall Avelane i dels mariners russos a París.
El 1898, va ser un dels fundadors amb Diaghilev, del moviment Le Monde de l'Art (Mir iskusstva).
En aquell temps va fer diversos retrats com el de Filipp Malyavin (1899), Vassili Rozanov (1901), Andreï Biély (1905), Zinaïda Hippius (1906). També va ser professors dels fills del Gran Duc Vladimir Alexandrovitch de Rússia i, el 1902, va rebre els encàrrecs del tsar Nicolau II de Rússia.
En ocasió de la Revolució russa de 1905, participà en nombroses revistes de Rússia (Le Monde de l'Art, Trésors artistiques de Russie, Apollon, Zolotoe Runo, Satyricon, etc.). També dibuixà cartes postals que s'han fet famoses.
Va ser encarregat de la decoració de l'Exposició Russa al Salon d'automne el 1908, mentrestant munta a Rússia una sèrie d'espectacles antics com Hipòlit d'Eurípides o Èdip a Colonos de Sòfocles.
Pel que fa a la seva família, Léon Bakst era el cunyat del pianista i compositor Alexandre Siloti, el qual era cosí i professor de Serguei Rakhmàninov.

## Els Ballets russos
Com pintor, retratista i dissenyador, Léon Bakst afirmava una personalitat potent i refinada: d'una part gràcies a una diversitat d'inspiració - Orient, Rússia i la Grècia arcaica com també en el romanticismes francès o la Itàlia de Carlo Goldoni -, d'altra part, gràcies al desig de participar en la renovació de l'art contemporani però refusant el cubisme.
Va ser un col·laborador privilegiat dels Ballets russos, per als quals va realitzar vestits i decoracions entre 1909 i 1921.
Léon Bakst va pintar també nombrosos paisatges i retrats d'artistes de les lletres i les arts com Ivan Bunin, Vàtslav Nijinski, Anna Pàvlova, Blaise Cendrars, Claude Debussy, Aleksandr Benois, Léonide Massine, Ida Rubinstein o Mikhaïl Fokin.
Añ deu torn, Léon Bakst va ser retratat per Borís Kustódiev, Jean Cocteau, Amedeo Modigliani o Pablo Picasso.
L'alumne seu més cèlebre va ser Marc Chagall.
La seva signatura autògrafa figura en un dels fullets signats pels convidats al banquet famós en honor, del 31 de desembre de 1916, fet en honor d'Apollinaire al l'Ancien Palais d'Orléans de l'Avenue du Maine.

## Galeria

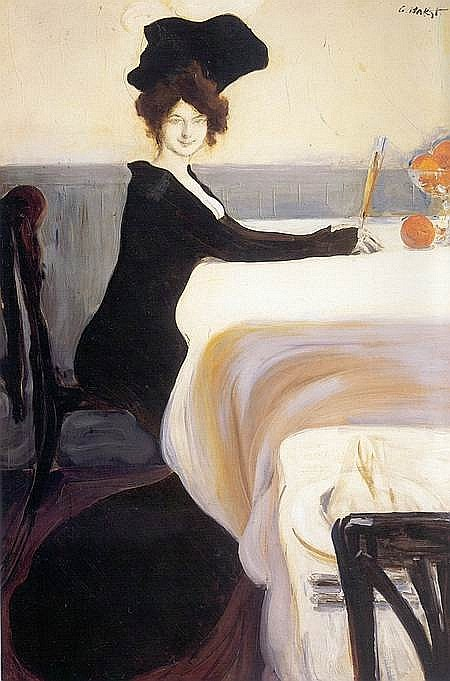
Le Souper (1902)
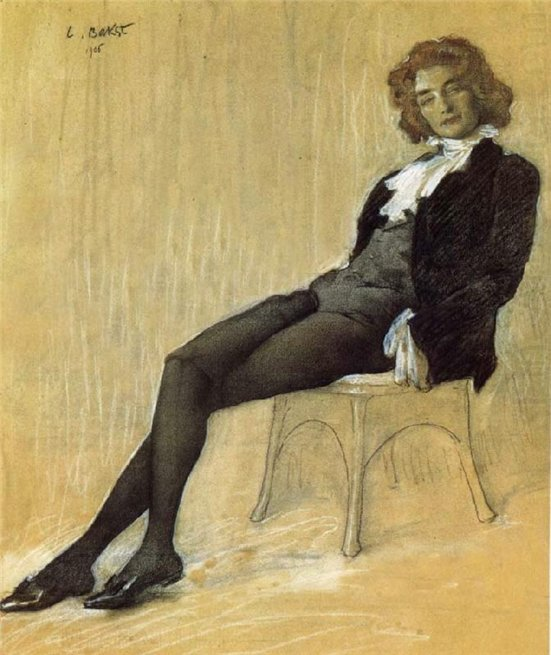
Zinaida Guíppius (1906)
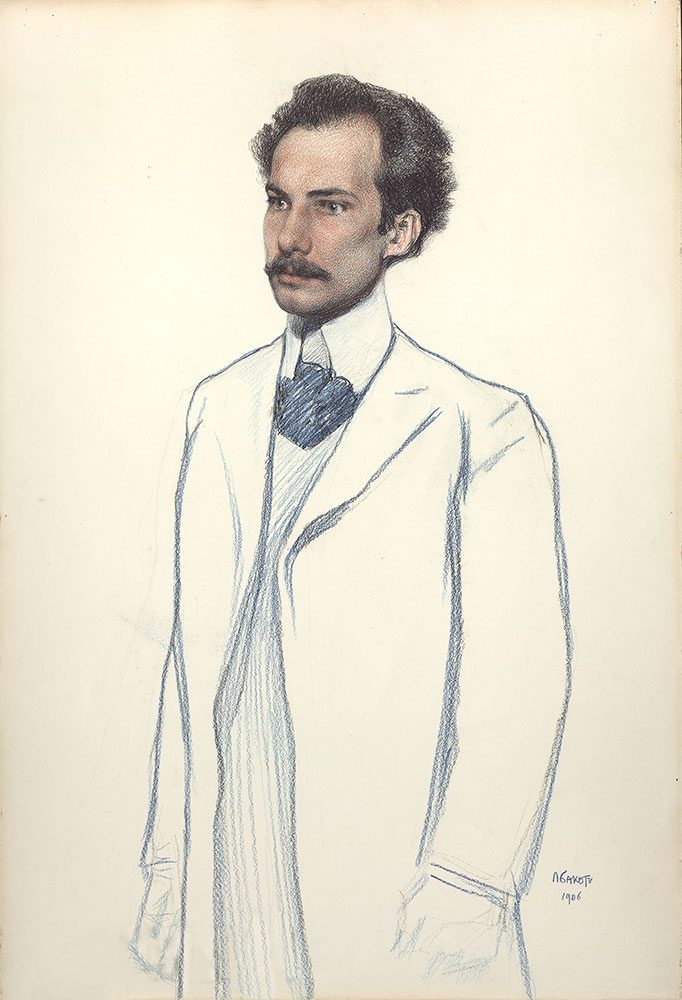
Andrei Beli
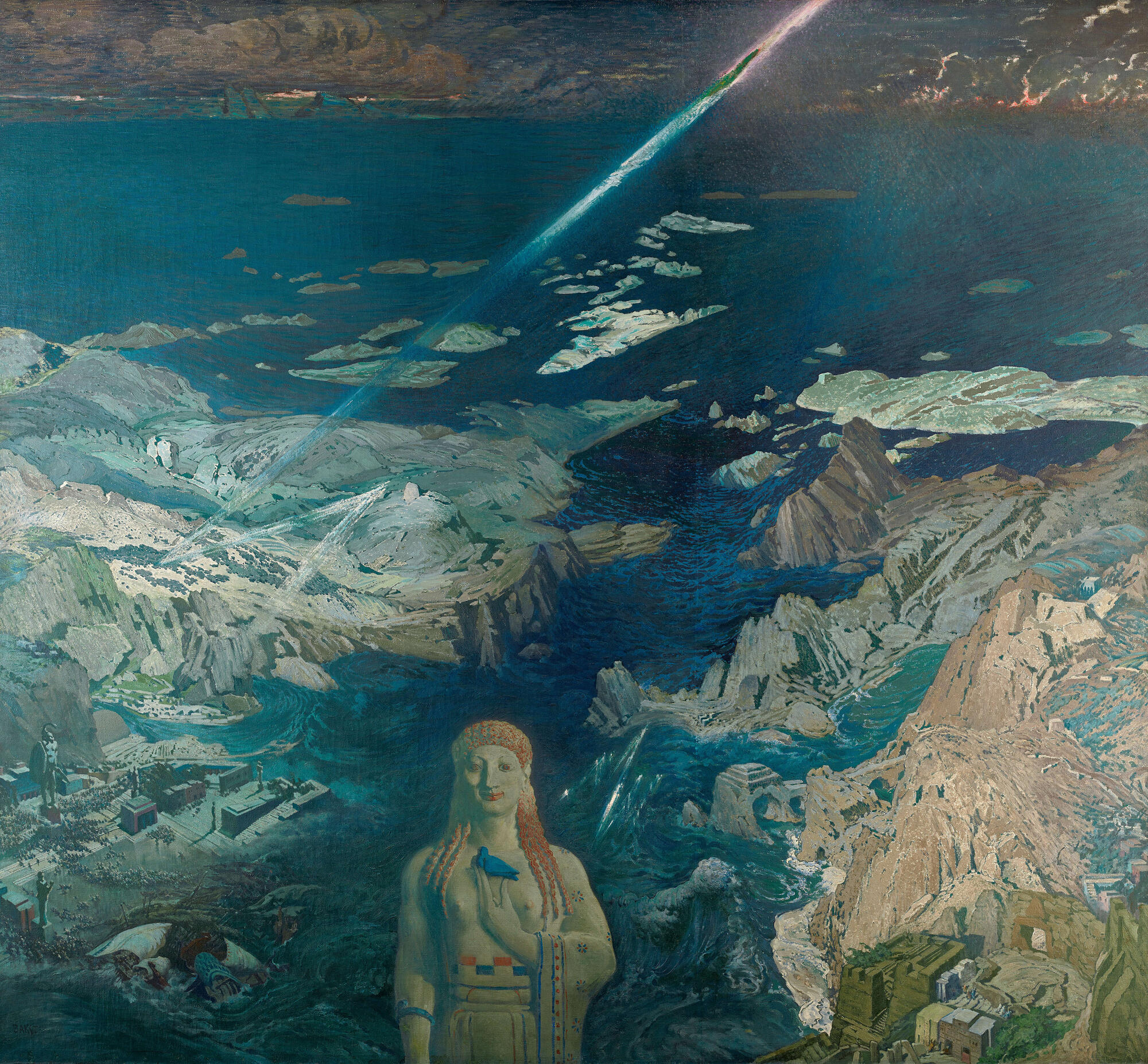
Éclair de Zeus (1908)
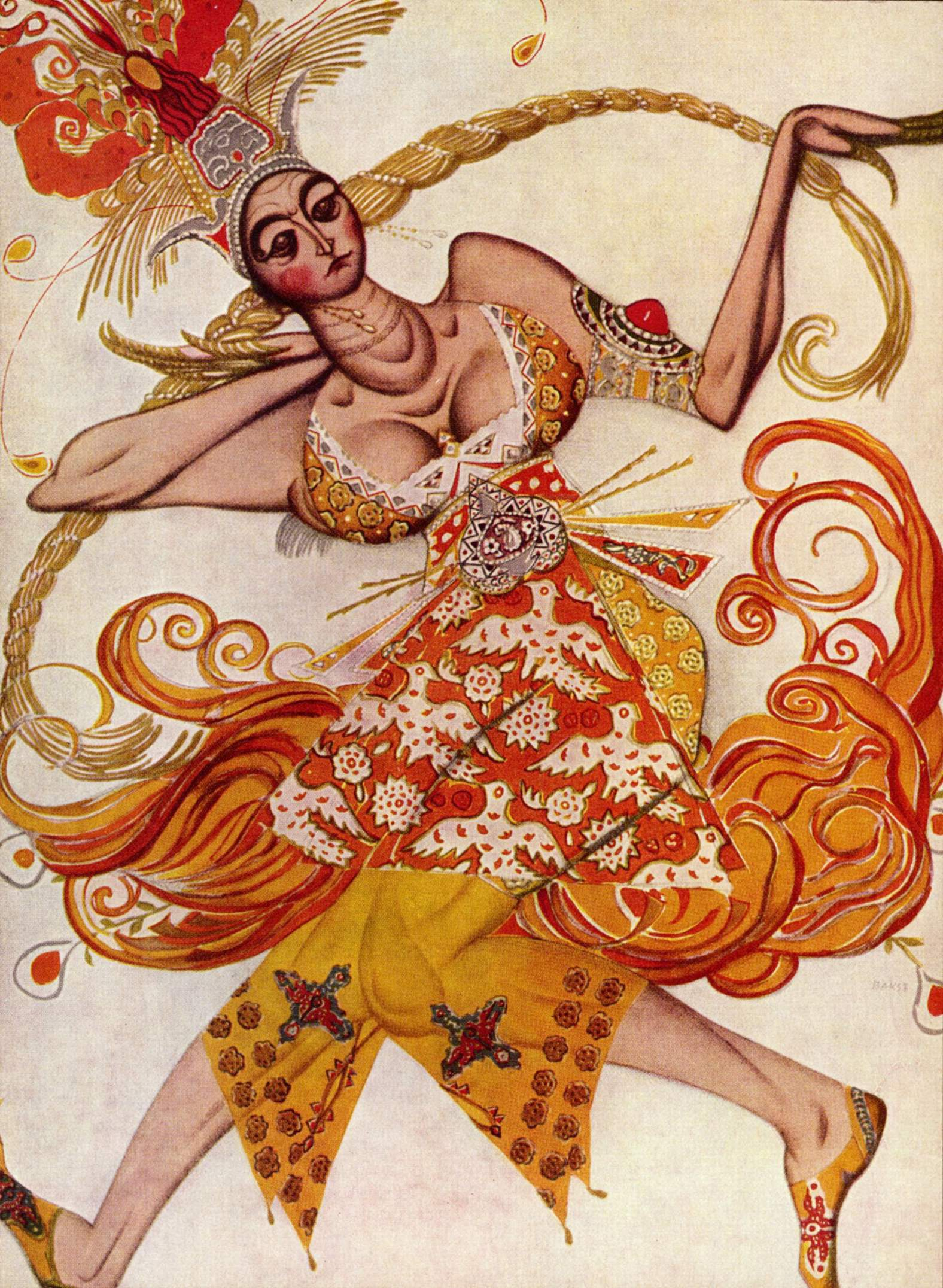
L'Oiseau de feu (1910)
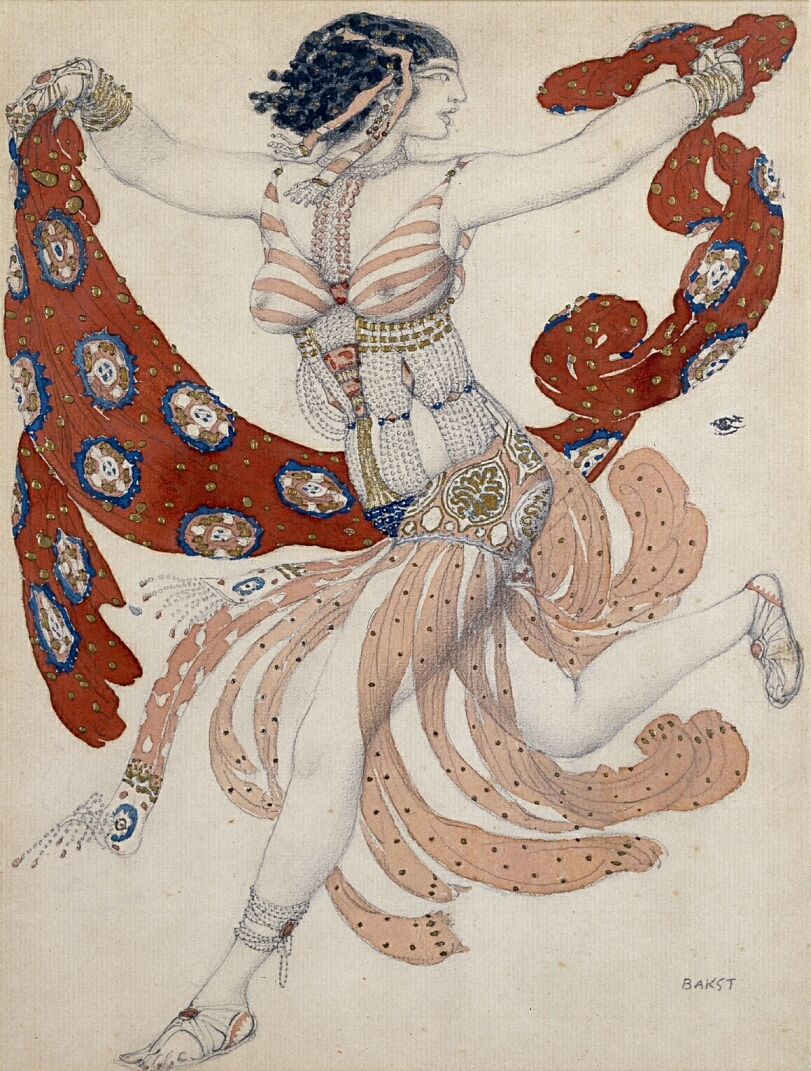
L'Oiseau de feu (1910)
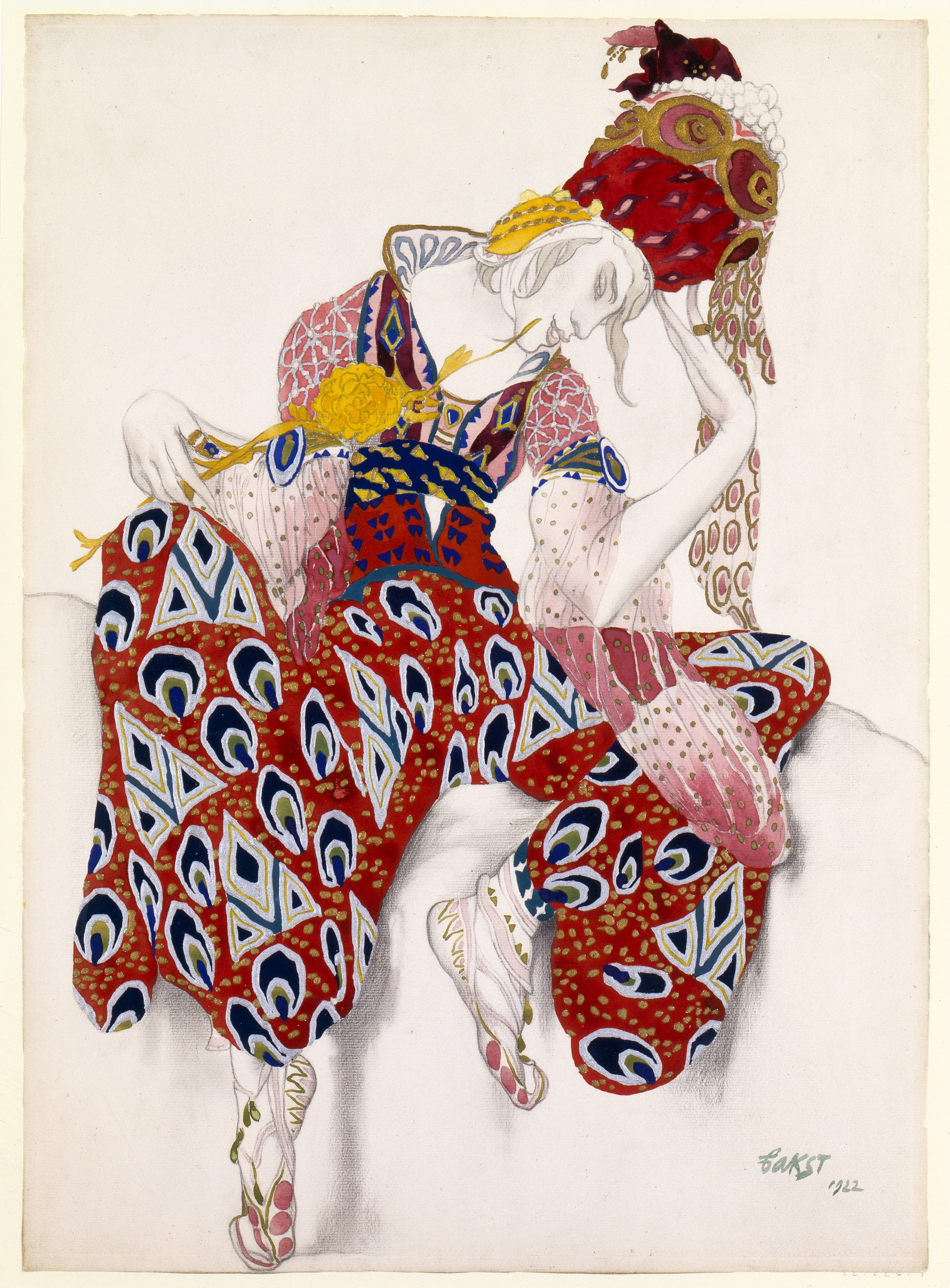
La Péri (1911)
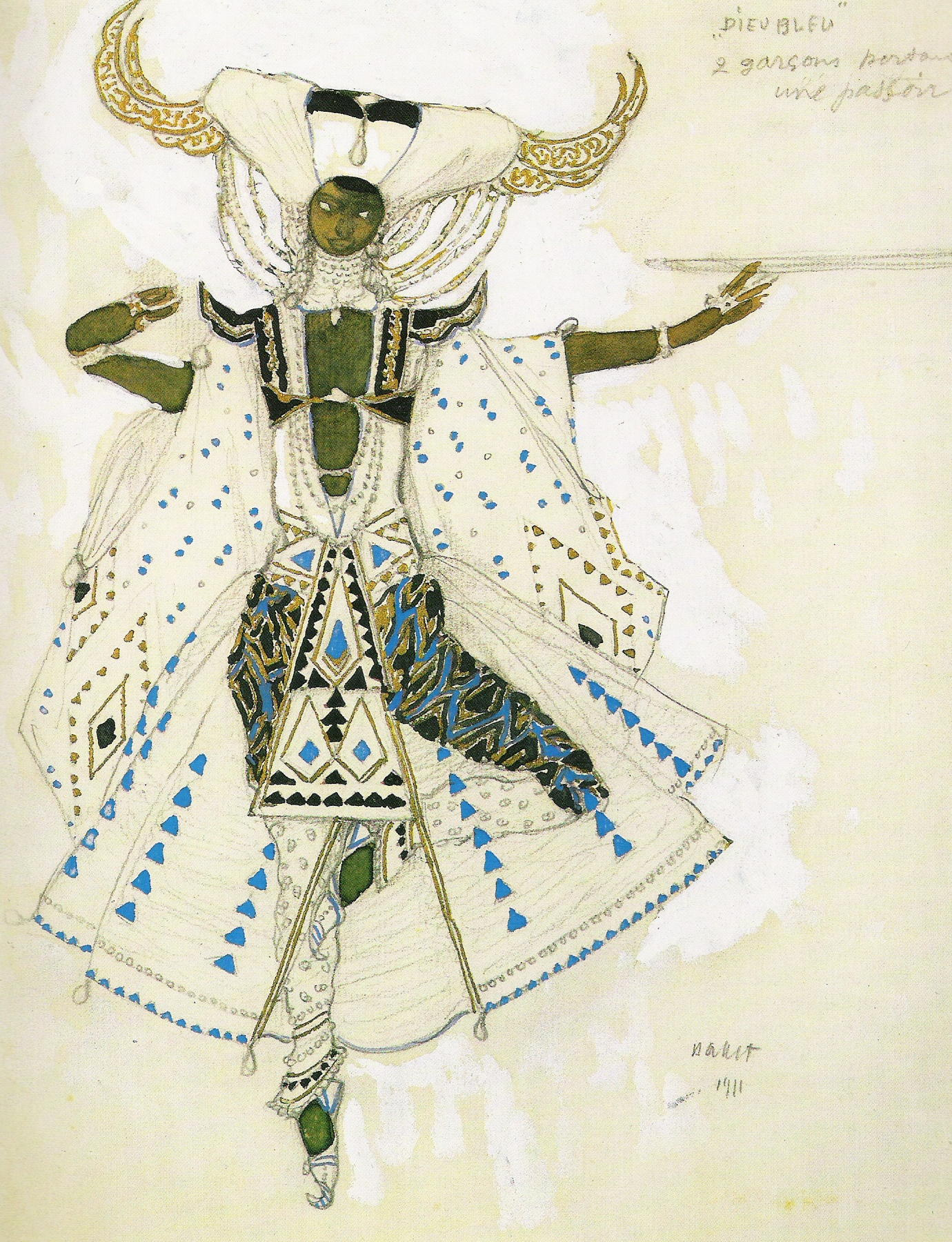
Le Dieu bleu (1911)
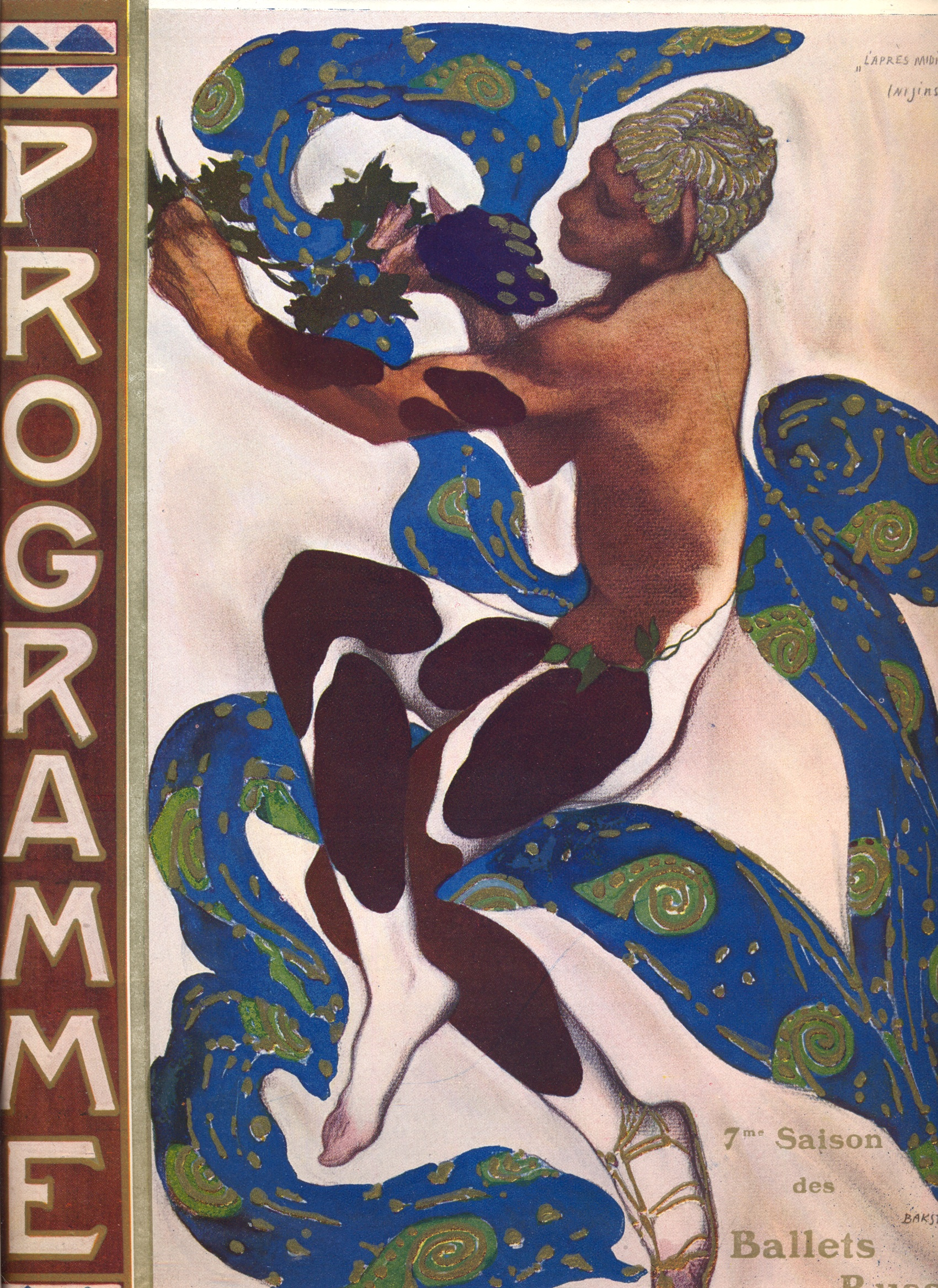
Nijinsky dans L'Après-midi d'un faune (1912)
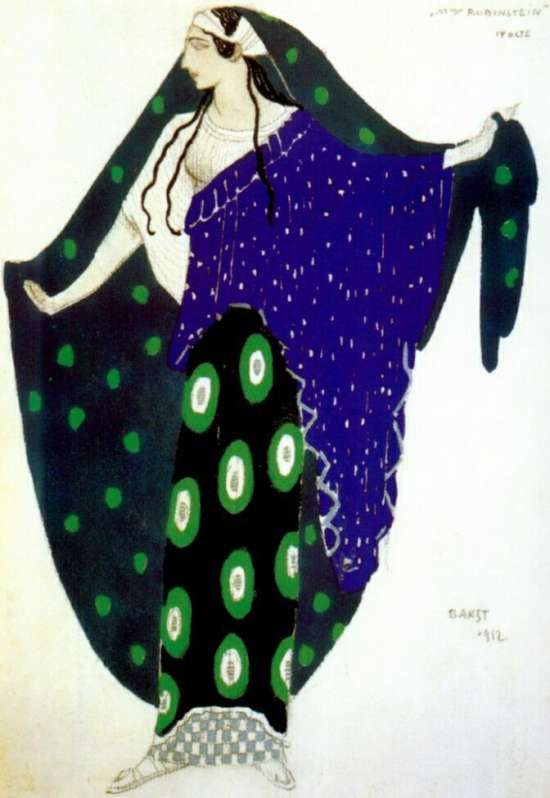
Ida Rubinstein (1912)
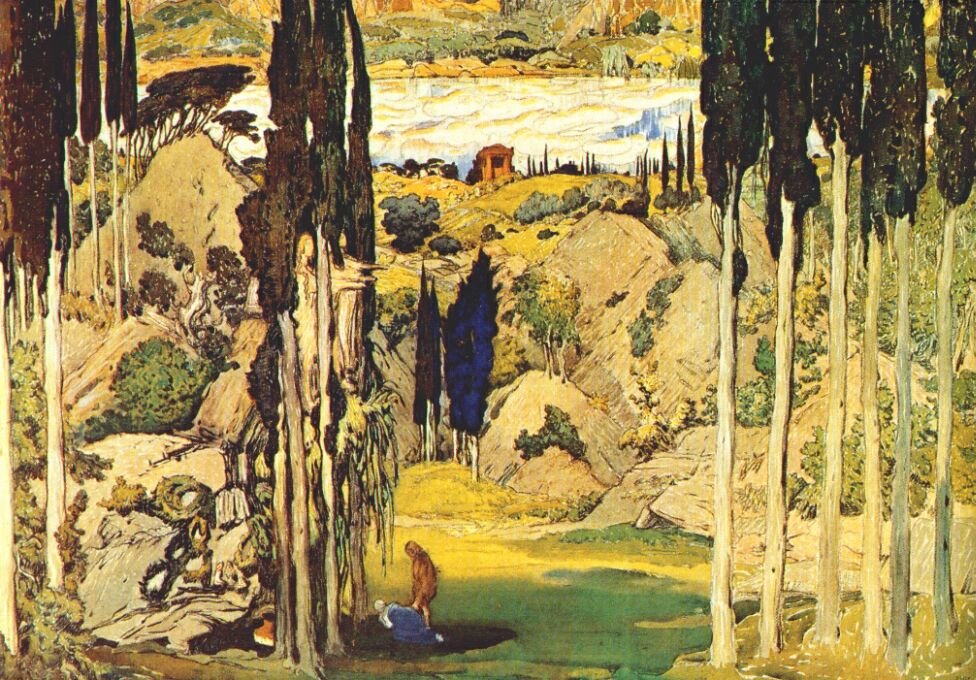
Daphnis et Chloé (1912)
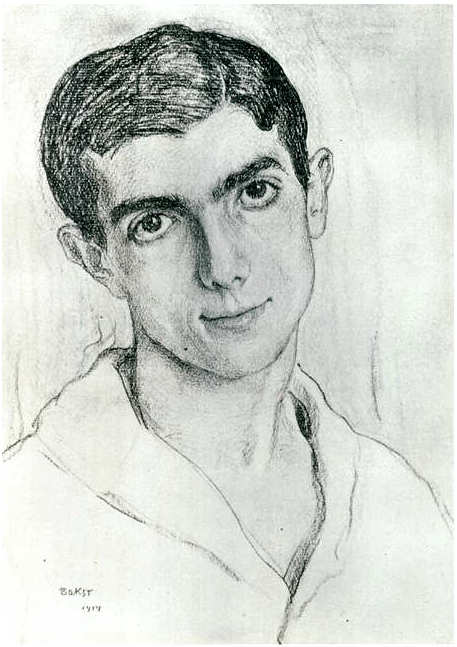
Léonide Massine (1914)